# 奧克蘭鎮區 (堪薩斯州克萊縣)
奧克蘭鎮區（英語：Oakland Township）為美國堪薩斯州克萊縣的鎮區。2010年美国人口普查中該鎮區人口有95人。

## 地理
奧克蘭鎮區涵蓋面積92.87平方（35.86平方英里），境內設有一座城市：奧克希爾。

### 墓園
根據美國地質調查局的資料，此鎮區擁有2座墓園：
- 普萊森特瓦利墓園（Pleasant Valley Cemetery）
- 羅斯梅倫墓園（Rose Meron Cemetery）

## 人口統計
根據2010年美國人口普查，奧克蘭鎮區人口有95人，人口密度為1.02人/每平方公里。此鎮區居民之種族有98.95%為白人；0%為非裔美洲人；0%為美洲原住民；0%為亞洲人；0%為太平洋島民；0%為其他種族；另外有1.05%為混血種族。而西班牙裔或拉丁裔美洲人佔此鎮區人口的0%。

## 外部連結
- City-Data.com[永久]